# Rogelio Funes Mori
Rogelio Gabriel Funes Mori (Mendoza, 1991. március 5. –) argentin származású, de mexikói állampolgársággal is rendelkező labdarúgó, aki már mindkét ország válogatottjában pályára lépett. 2015 óta a mexikói Monterreyben játszik támadóként.
Ikertestvére, Ramiro, szintén az argentin válogatott labdarúgója.

## Pályafutása

### Klubcsapatokban
2009-ben mutatkozott be az argentin CA River Plate csapatában, majd 2013-ban Európába igazolt, a portugál Benficához. Ott azonban nagyon kevés lehetőséget kapott, sőt, kölcsön is adták Törökországba, az Eskişehirsporhoz. 2015-ben került Mexikóba, ahol a CF Monterreyben kezdett játszani, és ahol rendkívül sikeres lett. A 2021-es Apertura szezon során, 2021. augusztus 14-én egy Pachuca elleni mérkőzésen szerezte meg 122. gólját a Monterreyben (nem csak a bajnoki mérkőzéseket beleszámítva), amivel megdöntötte Humberto Suazo 2014-ben felállított klubrekordját. Ugyanebben az idényben bajnok és gólkirály is lett.

### A válogatottban
2012-ben az argentin válogatottban lépett pályára csereként egy Brazília elleni (hivatalosan barátságos) mérkőzésen, a Superclásico de las Américason, de gólt nem szerzett.
Miután évekig Mexikóban játszott és megszerezte a mexikói állampolgárságot, elhárult az akadály az elől is, hogy a mexikói válogatottban is pályára léphessen. Bemutatkozására 2021. július 3-án, egy Nigéria elleni barátságos mérkőzésen került sor, és mindjárt góllal is mutatkozott be. Játszott a 2021-es CONCACAF-aranykupán is, ahol három gólt lőtt, majd világbajnoki selejtezőkön is kerettag volt, és beválogatták a világbajnokságon szereplő mexikói keretbe is.

#### Mérkőzései a válogatottban
Az argentin válogatottban:
| Argentína | Argentína            | Argentína                      | Argentína | Argentína | Argentína | Argentína  | Argentína | Argentína |
| #         | Dátum                | Helyszín                       | Hazai     | Eredmény  | Vendég    | Kiírás     | Gólok     | Esemény   |
| --------- | -------------------- | ------------------------------ | --------- | --------- | --------- | ---------- | --------- | --------- |
| 1.        | 2012. szeptember 19. | Goiânia, Estadio Serra Dourada | Brazília  | 2 – 1     | Argentína | barátságos | 0         | 76'       |
|           | Összesen             |                                |           | 1         | mérkőzés  |            | 0         | gól       |

A mexikói válogatottban:
| Mexikó | Mexikó              | Mexikó                                 | Mexikó           | Mexikó   | Mexikó             | Mexikó                          | Mexikó | Mexikó      |
| #      | Dátum               | Helyszín                               | Hazai            | Eredmény | Vendég             | Kiírás                          | Gólok  | Esemény     |
| ------ | ------------------- | -------------------------------------- | ---------------- | -------- | ------------------ | ------------------------------- | ------ | ----------- |
| 1.     | 2021. július 3.     | Los Angeles, Memorial Coliseum         | Mexikó           | 4 – 0    | Nigéria            | barátságos                      | 1      | 4' 66'      |
| 2.     | 2021. július 10.    | Arlington, AT&T Stadion                | Mexikó           | 0 – 0    | Trinidad és Tobago | CONCACAF-aranykupa, csoportkör  | 0      |             |
| 3.     | 2021. július 14.    | Dallas, Cotton Bowl                    | Guatemala        | 0 – 3    | Mexikó             | CONCACAF-aranykupa, csoportkör  | 2      | 29' 55' 83' |
| 4.     | 2021. július 18.    | Dallas, Cotton Bowl                    | Mexikó           | 1 – 0    | Salvador           | CONCACAF-aranykupa, csoportkör  | 0      | 76'         |
| 5.     | 2021. július 24.    | Glendale, State Farm Stadion           | Mexikó           | 3 – 0    | Honduras           | CONCACAF-aranykupa, negyeddöntő | 1      | 26' 85'     |
| 6.     | 2021. július 29.    | Houston, NRG Stadion                   | Mexikó           | 2 – 1    | Kanada             | CONCACAF-aranykupa, elődöntő    | 0      |             |
| 7.     | 2021. augusztus 1.  | Las Vegas, Allegiant Stadion           | Egyesült Államok | 1 – 0    | Mexikó             | CONCACAF-aranykupa, döntő       | 0      | 105'        |
| 8.     | 2021. szeptember 2. | Mexikóváros, Estadio Azteca            | Mexikó           | 2 – 1    | Jamaica            | vb-selejtező                    | 0      | 90+2'       |
| 9.     | 2021. szeptember 5. | San José, Costa Rica-i Nemzeti Stadion | Costa Rica       | 0 – 1    | Mexikó             | vb-selejtező                    | 0      | 71'         |
| 10.    | 2021. szeptember 8. | Panamaváros, Estadio Rommel Fernández  | Panama           | 1 – 1    | Mexikó             | vb-selejtező                    | 0      | 46'         |
| 11.    | 2021. október 10.   | Mexikóváros, Estadio Azteca            | Mexikó           | 3 – 0    | Honduras           | vb-selejtező                    | 1      | 67' 76'     |
| 12.    | 2021. október 13.   | San Salvador, Estadio Cuscatlán        | Salvador         | 0 – 2    | Mexikó             | vb-selejtező                    | 0      | 63'         |
| 13.    | 2021. november 12.  | Cincinnati, TQL Stadium                | Egyesült Államok | 2 – 0    | Mexikó             | vb-selejtező                    | 0      | 83'         |
| 14.    | 2022. január 27.    | Kingston, Függetlenség Park            | Jamaica          | 1 – 2    | Mexikó             | vb-selejtező                    | 0      | 71'         |
| 15.    | 2022. január 30.    | Mexikóváros, Estadio Azteca            | Mexikó           | 0 – 0    | Costa Rica         | vb-selejtező                    | 0      | 62'         |
| 16.    | 2022. november 9.   | Gerona, Estadio Montilivi              | Mexikó           | 4 – 0    | Irak               | barátságos                      | 1      | 46' 48'     |
| 17.    | 2022. november 30.  | Loszaíl, Loszaíli Nemzeti Stadion      | Szaúd-Arábia     | 1 – 2    | Mexikó             | vb-csoportkör                   | 0      | 86'         |
|        | Összesen            |                                        |                  | 17       | mérkőzés           |                                 | 6      | gól         |